# Mourjou
Mourjou foi uma comuna francesa na região administrativa de Auvérnia-Ródano-Alpes, no departamento de Cantal. Estendia-se por uma área de 30 km². Em 2010 a comuna tinha 317 habitantes (densidade: 10,6 hab./km²).
Foi criada em 1 de janeiro de 2019, a partir da fusão das antigas comunas de Puycapel.